# Llista d'asteroides/104701–104800
| Nom      | Designació provisional | Data de descobriment | Lloc de descobriment | Descobridor/s   |
| -------- | ---------------------- | -------------------- | -------------------- | --------------- |
| 104701 - | 2000 GV164             | 5 d'abril, 2000      | Socorro              | LINEAR          |
| 104702 - | 2000 GZ164             | 5 d'abril, 2000      | Socorro              | LINEAR          |
| 104703 - | 2000 GK166             | 5 d'abril, 2000      | Socorro              | LINEAR          |
| 104704 - | 2000 GM167             | 4 d'abril, 2000      | Anderson Mesa        | LONEOS          |
| 104705 - | 2000 GS167             | 4 d'abril, 2000      | Anderson Mesa        | LONEOS          |
| 104706 - | 2000 GZ167             | 4 d'abril, 2000      | Anderson Mesa        | LONEOS          |
| 104707 - | 2000 GA168             | 4 d'abril, 2000      | Anderson Mesa        | LONEOS          |
| 104708 - | 2000 GK168             | 4 d'abril, 2000      | Anderson Mesa        | LONEOS          |
| 104709 - | 2000 GO168             | 4 d'abril, 2000      | Anderson Mesa        | LONEOS          |
| 104710 - | 2000 GR168             | 4 d'abril, 2000      | Anderson Mesa        | LONEOS          |
| 104711 - | 2000 GU168             | 4 d'abril, 2000      | Socorro              | LINEAR          |
| 104712 - | 2000 GK171             | 5 d'abril, 2000      | Anderson Mesa        | LONEOS          |
| 104713 - | 2000 GO171             | 5 d'abril, 2000      | Anderson Mesa        | LONEOS          |
| 104714 - | 2000 GT171             | 2 d'abril, 2000      | Socorro              | LINEAR          |
| 104715 - | 2000 GZ171             | 3 d'abril, 2000      | Socorro              | LINEAR          |
| 104716 - | 2000 GM172             | 2 d'abril, 2000      | Anderson Mesa        | LONEOS          |
| 104717 - | 2000 GH173             | 5 d'abril, 2000      | Anderson Mesa        | LONEOS          |
| 104718 - | 2000 GQ174             | 2 d'abril, 2000      | Anderson Mesa        | LONEOS          |
| 104719 - | 2000 GY174             | 3 d'abril, 2000      | Kitt Peak            | Spacewatch      |
| 104720 - | 2000 GA175             | 3 d'abril, 2000      | Kitt Peak            | Spacewatch      |
| 104721 - | 2000 GQ175             | 2 d'abril, 2000      | Kitt Peak            | Spacewatch      |
| 104722 - | 2000 GU175             | 2 d'abril, 2000      | Anderson Mesa        | LONEOS          |
| 104723 - | 2000 GY175             | 2 d'abril, 2000      | Kitt Peak            | Spacewatch      |
| 104724 - | 2000 GK176             | 2 d'abril, 2000      | Kitt Peak            | Spacewatch      |
| 104725 - | 2000 GX176             | 3 d'abril, 2000      | Kitt Peak            | Spacewatch      |
| 104726 - | 2000 GX178             | 4 d'abril, 2000      | Anderson Mesa        | LONEOS          |
| 104727 - | 2000 GY178             | 4 d'abril, 2000      | Socorro              | LINEAR          |
| 104728 - | 2000 GP179             | 5 d'abril, 2000      | Anderson Mesa        | LONEOS          |
| 104729 - | 2000 GT181             | 5 d'abril, 2000      | Anderson Mesa        | LONEOS          |
| 104730 - | 2000 HQ                | 24 d'abril, 2000     | Kitt Peak            | Spacewatch      |
| 104731 - | 2000 HB2               | 25 d'abril, 2000     | Kitt Peak            | Spacewatch      |
| 104732 - | 2000 HH2               | 25 d'abril, 2000     | Kitt Peak            | Spacewatch      |
| 104733 - | 2000 HT2               | 25 d'abril, 2000     | Kitt Peak            | Spacewatch      |
| 104734 - | 2000 HU2               | 25 d'abril, 2000     | Kitt Peak            | Spacewatch      |
| 104735 - | 2000 HZ2               | 25 d'abril, 2000     | Kitt Peak            | Spacewatch      |
| 104736 - | 2000 HJ4               | 27 d'abril, 2000     | Kitt Peak            | Spacewatch      |
| 104737 - | 2000 HG5               | 28 d'abril, 2000     | Socorro              | LINEAR          |
| 104738 - | 2000 HX7               | 27 d'abril, 2000     | Socorro              | LINEAR          |
| 104739 - | 2000 HU8               | 27 d'abril, 2000     | Socorro              | LINEAR          |
| 104740 - | 2000 HY8               | 27 d'abril, 2000     | Socorro              | LINEAR          |
| 104741 - | 2000 HC9               | 27 d'abril, 2000     | Socorro              | LINEAR          |
| 104742 - | 2000 HY9               | 27 d'abril, 2000     | Socorro              | LINEAR          |
| 104743 - | 2000 HW10              | 27 d'abril, 2000     | Socorro              | LINEAR          |
| 104744 - | 2000 HX10              | 27 d'abril, 2000     | Socorro              | LINEAR          |
| 104745 - | 2000 HN11              | 28 d'abril, 2000     | Socorro              | LINEAR          |
| 104746 - | 2000 HZ11              | 28 d'abril, 2000     | Socorro              | LINEAR          |
| 104747 - | 2000 HE12              | 28 d'abril, 2000     | Socorro              | LINEAR          |
| 104748 - | 2000 HO12              | 28 d'abril, 2000     | Socorro              | LINEAR          |
| 104749 - | 2000 HR12              | 28 d'abril, 2000     | Socorro              | LINEAR          |
| 104750 - | 2000 HW12              | 28 d'abril, 2000     | Socorro              | LINEAR          |
| 104751 - | 2000 HM13              | 28 d'abril, 2000     | Socorro              | LINEAR          |
| 104752 - | 2000 HP13              | 28 d'abril, 2000     | Socorro              | LINEAR          |
| 104753 - | 2000 HZ14              | 27 d'abril, 2000     | Socorro              | LINEAR          |
| 104754 - | 2000 HC15              | 27 d'abril, 2000     | Socorro              | LINEAR          |
| 104755 - | 2000 HF15              | 27 d'abril, 2000     | Socorro              | LINEAR          |
| 104756 - | 2000 HW15              | 29 d'abril, 2000     | Socorro              | LINEAR          |
| 104757 - | 2000 HF16              | 29 d'abril, 2000     | Socorro              | LINEAR          |
| 104758 - | 2000 HR18              | 25 d'abril, 2000     | Kitt Peak            | Spacewatch      |
| 104759 - | 2000 HY18              | 25 d'abril, 2000     | Kitt Peak            | Spacewatch      |
| 104760 - | 2000 HD19              | 25 d'abril, 2000     | Kitt Peak            | Spacewatch      |
| 104761 - | 2000 HF22              | 29 d'abril, 2000     | Socorro              | LINEAR          |
| 104762 - | 2000 HO22              | 29 d'abril, 2000     | Socorro              | LINEAR          |
| 104763 - | 2000 HT22              | 29 d'abril, 2000     | Socorro              | LINEAR          |
| 104764 - | 2000 HG23              | 30 d'abril, 2000     | Socorro              | LINEAR          |
| 104765 - | 2000 HN23              | 30 d'abril, 2000     | Socorro              | LINEAR          |
| 104766 - | 2000 HG24              | 29 d'abril, 2000     | Tebbutt              | F. B. Zoltowski |
| 104767 - | 2000 HP25              | 24 d'abril, 2000     | Anderson Mesa        | LONEOS          |
| 104768 - | 2000 HG26              | 24 d'abril, 2000     | Anderson Mesa        | LONEOS          |
| 104769 - | 2000 HV26              | 24 d'abril, 2000     | Anderson Mesa        | LONEOS          |
| 104770 - | 2000 HC28              | 28 d'abril, 2000     | Socorro              | LINEAR          |
| 104771 - | 2000 HH28              | 29 d'abril, 2000     | Socorro              | LINEAR          |
| 104772 - | 2000 HV28              | 29 d'abril, 2000     | Socorro              | LINEAR          |
| 104773 - | 2000 HE29              | 27 d'abril, 2000     | Socorro              | LINEAR          |
| 104774 - | 2000 HP29              | 28 d'abril, 2000     | Socorro              | LINEAR          |
| 104775 - | 2000 HQ29              | 28 d'abril, 2000     | Socorro              | LINEAR          |
| 104776 - | 2000 HW29              | 28 d'abril, 2000     | Socorro              | LINEAR          |
| 104777 - | 2000 HP30              | 28 d'abril, 2000     | Socorro              | LINEAR          |
| 104778 - | 2000 HX30              | 28 d'abril, 2000     | Socorro              | LINEAR          |
| 104779 - | 2000 HR31              | 29 d'abril, 2000     | Socorro              | LINEAR          |
| 104780 - | 2000 HX31              | 29 d'abril, 2000     | Socorro              | LINEAR          |
| 104781 - | 2000 HA32              | 29 d'abril, 2000     | Socorro              | LINEAR          |
| 104782 - | 2000 HJ32              | 29 d'abril, 2000     | Socorro              | LINEAR          |
| 104783 - | 2000 HT32              | 29 d'abril, 2000     | Socorro              | LINEAR          |
| 104784 - | 2000 HX32              | 29 d'abril, 2000     | Socorro              | LINEAR          |
| 104785 - | 2000 HL33              | 29 d'abril, 2000     | Socorro              | LINEAR          |
| 104786 - | 2000 HH35              | 27 d'abril, 2000     | Socorro              | LINEAR          |
| 104787 - | 2000 HZ35              | 28 d'abril, 2000     | Socorro              | LINEAR          |
| 104788 - | 2000 HD36              | 28 d'abril, 2000     | Socorro              | LINEAR          |
| 104789 - | 2000 HL36              | 28 d'abril, 2000     | Socorro              | LINEAR          |
| 104790 - | 2000 HP36              | 28 d'abril, 2000     | Socorro              | LINEAR          |
| 104791 - | 2000 HG37              | 28 d'abril, 2000     | Socorro              | LINEAR          |
| 104792 - | 2000 HJ37              | 28 d'abril, 2000     | Socorro              | LINEAR          |
| 104793 - | 2000 HB38              | 28 d'abril, 2000     | Kitt Peak            | Spacewatch      |
| 104794 - | 2000 HP38              | 28 d'abril, 2000     | Kitt Peak            | Spacewatch      |
| 104795 - | 2000 HS39              | 29 d'abril, 2000     | Kitt Peak            | Spacewatch      |
| 104796 - | 2000 HS40              | 28 d'abril, 2000     | Socorro              | LINEAR          |
| 104797 - | 2000 HG41              | 28 d'abril, 2000     | Socorro              | LINEAR          |
| 104798 - | 2000 HH41              | 28 d'abril, 2000     | Socorro              | LINEAR          |
| 104799 - | 2000 HH42              | 28 d'abril, 2000     | Anderson Mesa        | LONEOS          |
| 104800 - | 2000 HK42              | 29 d'abril, 2000     | Socorro              | LINEAR          |